# Terrorisme chrétien
Le terrorisme chrétien est l'ensemble des activités considérées comme terroristes et entreprises par des personnes ou des groupes qui expriment des motivations liées au christianisme il est très souvent lié au terrorisme d'extrême droite et au suprémacisme blanc. Il se fonde souvent sur une lecture soit raciste, soit intégriste de la Bible. À la fin du XXe siècle, il est représenté par exemple par l'attentat du cinéma Saint-Michel à Paris en 1988, par l'attentat d'Oklahoma City en 1995 ou par l'attentat du parc du Centenaire. 

## Ku Klux Klan

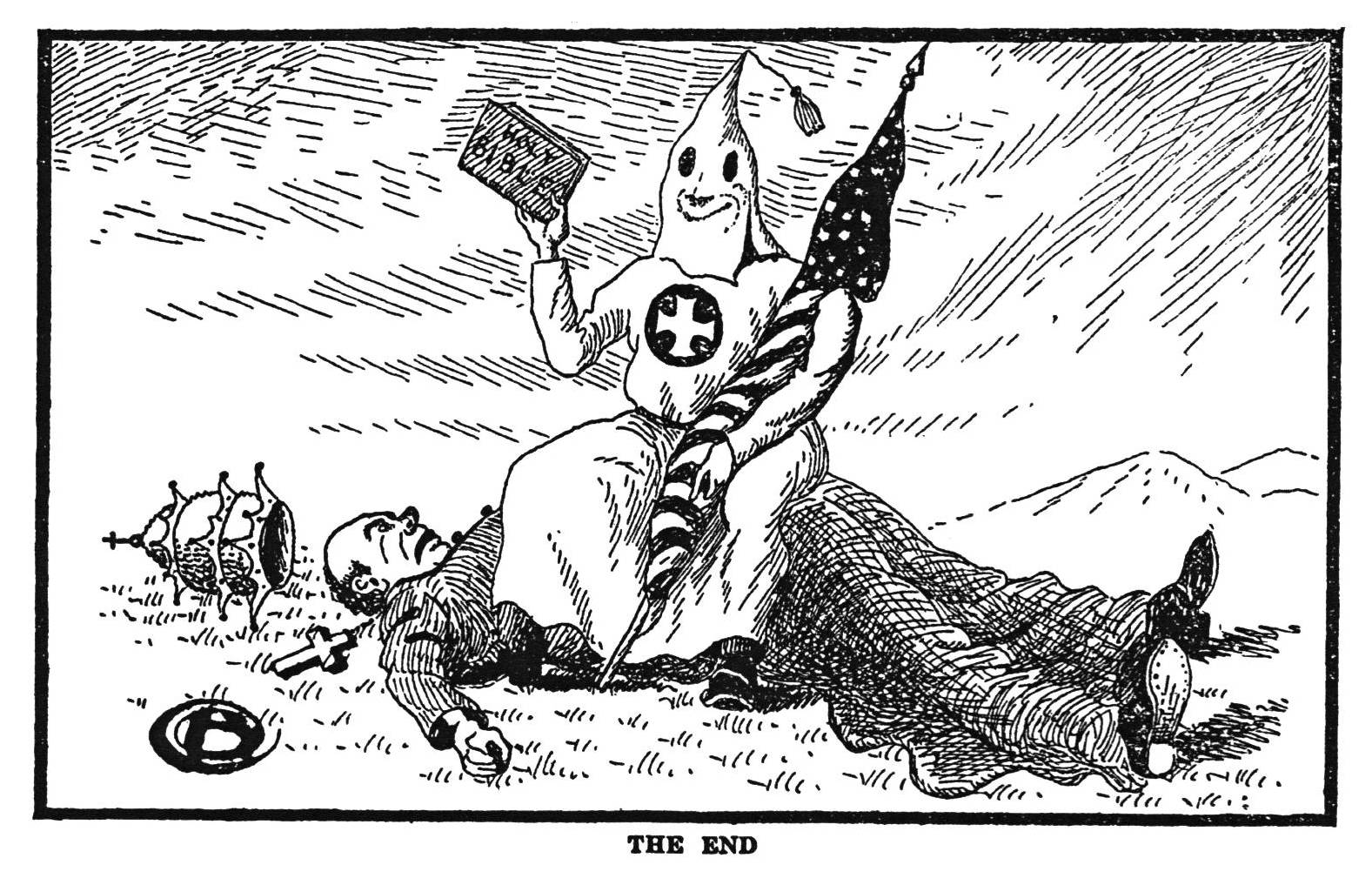
Illustration de l'ouvrage Klansmen : Guardians of Liberty (1926) où le Klan triomphe du pape et de l'influence catholique aux États-Unis.

Initialement dirigé contre les anciens esclaves récemment libérés, le Ku Klux Klan se réoriente dans les années 1910 vers un terrorisme qui se veut à la fois chrétien fondamentaliste et anticatholique, mais aussi antiprotestant en ce qui concerne les dénominations traditionnelles, antisémite et, d'une manière générale, xénophobe et violemment hostile aux minorités ethniques.

## Sources
- Martin Geoffroy, « Le terrorisme chrétien d'extrême-droite en Amérique du Nord », 23 juin 2015 (consulté le 13 mai 2018).